# Мунххайрхан
Мунххайрхан (монг.: Мөнххайрхан) — сомон аймаку Ховд, Монголія. Площа 2554 км², населення 2,7 тис. Центр сомону селище Ценхер лежить за 1160 км від Улан-Батора, за 110 км від міста Кобдо.

## Соціальна сфера
Є школа, лікарня, будинок культури.